# Kleingœft
Kleingœft é uma comuna francesa na região administrativa de Grande Leste, no departamento Baixo Reno. Estende-se por uma área de 2,49 km². Em 2010 a comuna tinha 158 habitantes (densidade: 63,5 hab./km²).